# Ovunque andrò
Ovunque andrò è un singolo del gruppo musicale italiano Le Vibrazioni, pubblicato nel 2005 ed estratto dal secondo album Le Vibrazioni II.

## Il brano
Il brano è stato presentato dal gruppo in gara durante il Festival di Sanremo 2005, classificandosi al secondo posto nella categoria "Gruppi" ed all'8° nella classifica generale.
Il singolo, che è stato scritto da Francesco Sarcina, è stato frequentemente trasmesso in radio, raggiungendo la posizione numero 1 dell'airplay.